# Einkaufsgesellschaft Freier Tankstellen
Die Einkaufsgesellschaft Freier Tankstellen (kurz: eft, vollständiger Name gem. Handelsregister: "EFT"-Einkaufsgesellschaft Freier Tankstellen Gesellschaft mit beschränkter Haftung) bündelt die wirtschaftlichen Interessen von rund 3.500 freien Tankstellen in Deutschland.

## Aufgaben
Ohne Genossenschaft zu sein, agiert die eft mit genossenschaftlichem Gedanken. Die eft kooperiert mit Unternehmen der Investitionsgüterindustrie, des Handels- und Dienstleistungsgewerbes. So bündelt sie für ca. 3500 freie Tankstellen in Deutschland (Mitglieder des Bundesverbandes freier Tankstellen und andere freie Tankstellen) Partner mit guten Konditionen und  qualitativ hochwertigen Produkten aller Bereiche des Tankstellenmarkts. Sie berät in den Geschäftsbereichen Tankstellenbau und -technik, gewerbliche Autowäsche und Shop individuell und über spezielle Veröffentlichungen.
Zusätzlich ist die eft zuständig für Werbung und Marketing. So übernimmt sie die Plakat- und Imagewerbung für bft-geflaggte Tankstellen und gibt seit 2013 das Branchenmagazin TANKSTOP heraus. Zudem finanziert die eft mit der UNITI seit 2004 eine jährlich erscheinende umfassende Branchenstudie Tankstellenmarkt, die den Tankstellenmarkt beleuchtet. Die Ratingagentur Scope erstellt die Studie. In Kooperation mit dem Bundesverband Freier Tankstellen e.V. (bft) bietet die eft im Rahmen der bft-akademie ein Weiterbildungskonzept für den Tankstellenmittelstand.

## Geschichte
Mit dem Hintergrund der Ölkrise 1973 und der damit verbundenen Versorgungskrise von freien Tankstellen und um der Abhängigkeit von Mineralölkonzernen entgegenzuwirken, gründeten Mitglieder des bft am 12. Februar 1974 die Einkaufsgesellschaft Freier Tankstellen (eft) in Bad Soden. Ziel: Die Organisation eines gemeinsamen strategischen Einkaufs.
Durch ein vom bft hergestelltes Einvernehmen zwischen Politik und Mineralölwirtschaft wurde es der eft ermöglicht, kontingentierte Kraftstoffmengen für den gesamten Mittelstand zu wettbewerbsgerechten Preisen einzukaufen. Anfang der 1980er Jahre bestand aufgrund von Veränderungen im Markt für die Wahrnehmung dieser Aufgaben immer weniger Notwendigkeit, so dass die eft das Geschäft mit Kraftstoffen im weiteren Verlauf einstellte. Als Handelsvermittler übernahm die eft die Versorgung der bft-Mitglieder mit Schmierstoffen in den Hausfarben des bft und mit Markenschmierstoffen ihres strategischen Partners Castrol.
1981 zog die eft von Bad Soden um in die Bundeshauptstadt Bonn. Die eft weitete ihre Geschäftsbereiche Schmierstoffe und Handelsgeschäft aus und begann die Zusammenarbeit mit weiteren Firmen des Investitionsgüterbereichs im Rahmen der Handelsvermittlung.
Im Jahr 1998 richtet die eft ihren Vertrieb mit Beratungsservice ein. Sie berät alle freien Tankstellen, d. h. auch Nicht-Mitglieder des bft in den Geschäftsbereichen Tankstellenbau und-technik, gewerbliche Autowäsche, Shop und Mitarbeiter individuell und über verschiedene Veröffentlichungen.

## TANKSTELLE & MITTELSTAND – Die Tankstellenmesse

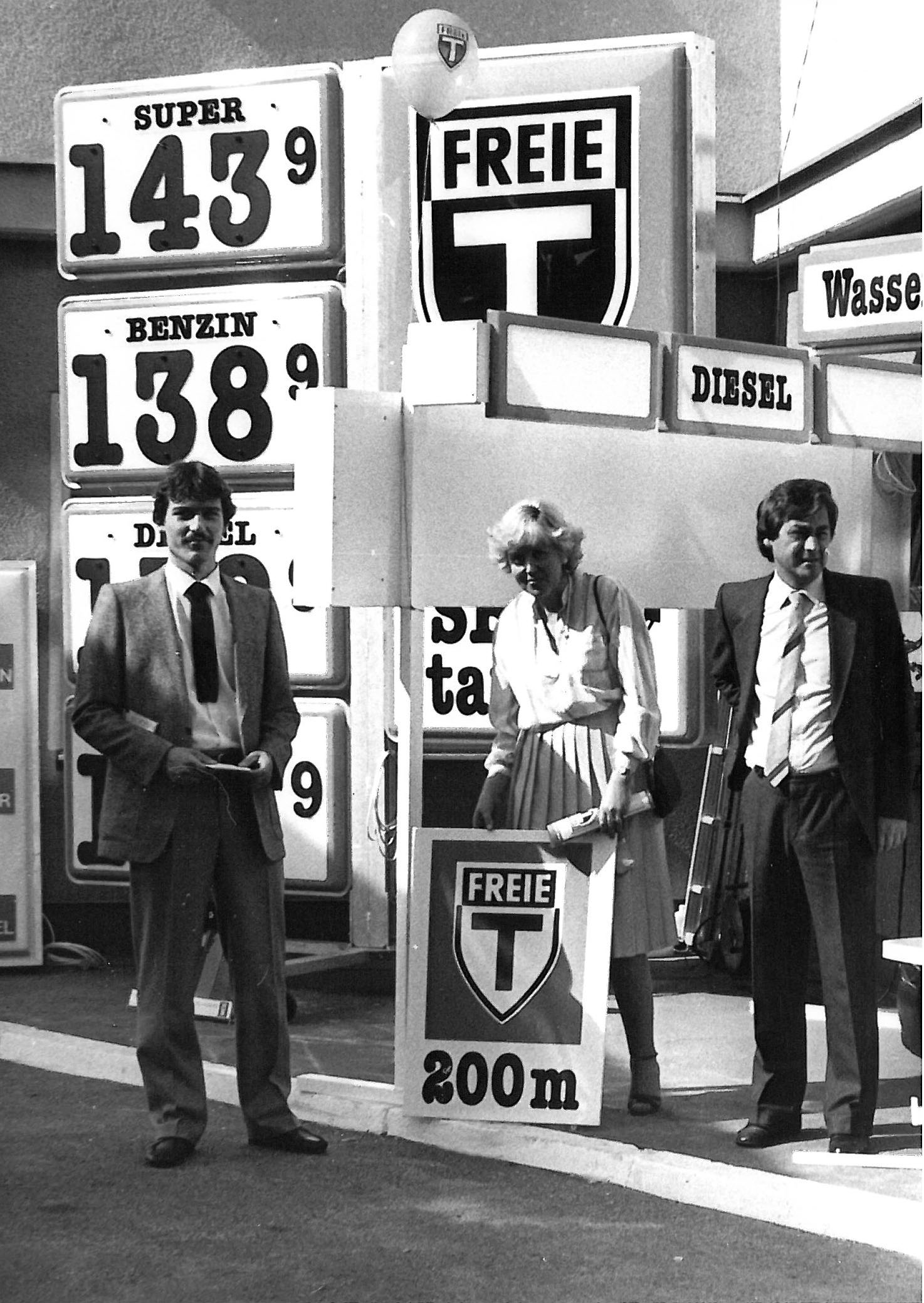
Erste Tankstellen-Messe

Die erste deutsche Tankstellenmesse wurde aus Solidarität für die kleinen Tankstellen gegründet, damit auch diese Zugriff zu den Möglichkeiten der großen Unternehmen aus der Industrie hatten.
1983 veranstaltete die eft die erste Einkaufsmesse für bft-Mitglieder auf dem Firmengelände des bft-Vorsitzenden Franz Förster, bei der Firma Förster in Hanau. Die Veranstaltung fand im Abstand von 2 Jahren bis 1993 in Hanau statt und entwickelte sich zu einer wichtigen Leistungsschau des Tankstellenmittelstands. 1995 wurde die Messeveranstaltung neu konzipiert und fand unter dem Namen TANKSTELLE & MITTELSTAND als Branchenmesse für den gesamten deutschen Tankstellenmittelstand bis 2001 in Hennef/Sieg statt. Mit der Veranstaltung im Jahr 2003 wechselte die Messe nach Münster und 2023 nach Essen.